# Zanthoxylum
- Commons
- Wikispecies

Zanthoxylum L. (do grego ξανθὸν ξύλον, "madeira amarela") é um género botânico pertencente à família Rutaceae. Este género contém cerca de 250 espécies de árvores e arbustos, nativas de zonas temperadas e subtropicais de todo o planeta. O fruto de algumas espécies é utilizado para preparar especiarias.

## Sinonímia
| - Fagara L. - Ochroxylum Schreb. | - Xanthoxylum Mill., var. ort. |

## Espécies
| - Zanthoxylum ailanthoides - Zanthoxylum alatum - Zanthoxylum americanum - Zanthoxylum beecheyanum - Zanthoxylum bifoliolatum - Zanthoxylum bungeanum - Zanthoxylum caribaeum - Zanthoxylum clava-herculis - Zanthoxylum coreanum - Zanthoxylum coriaceum - Zanthoxylum dipetalum - Zanthoxylum fagara - Zanthoxylum flavum - Zanthoxylum hawaiiense - Zanthoxylum hirsutum | - Zanthoxylum kauaense - Zanthoxylum martinicense - Zanthoxylum monophyllum - Zanthoxylum nitidum - Zanthoxylum oahuense - Zanthoxylum parvum - Zanthoxylum piperitum - Zanthoxylum planispinum - Zanthoxylum punctatum - Zanthoxylum sancho - Zanthoxylum schinifolium - Zanthoxylum simulans - Zanthoxylum spinifex - Zanthoxylum subserratum - Zanthoxylum thomasianum |

- Lista completa

Algumas espécies de Zanthoxylum servem como fonte de alimento para larvas de alguns lepidópteros.

## Classificação do gênero
| Sistema | Classificação                     | Referência               |
| ------- | --------------------------------- | ------------------------ |
| Linné   | Classe Pentandria, ordem Trigynia | Species plantarum (1753) |